# Oxalis oregana
Oxalis oregana là một loài thực vật có hoa trong họ Chua me đất. Loài này được Nutt. mô tả khoa học đầu tiên năm 1838.

## Hình ảnh

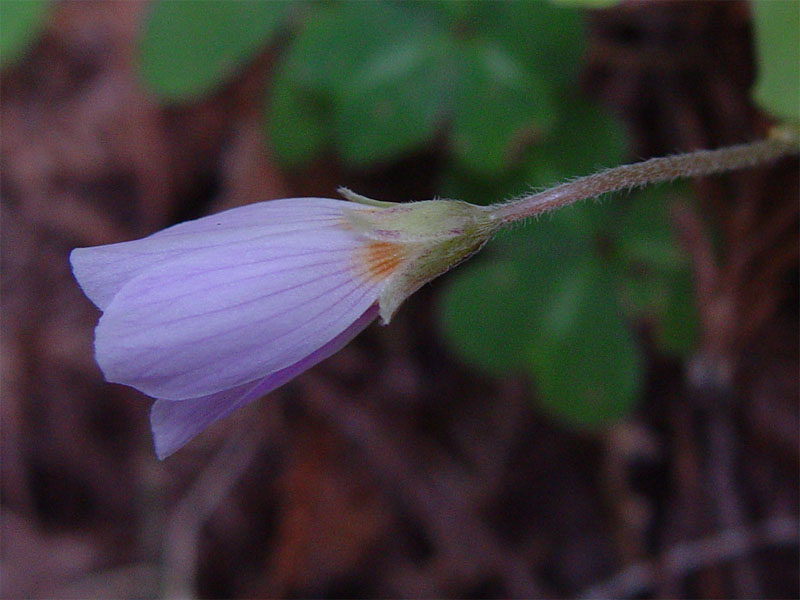
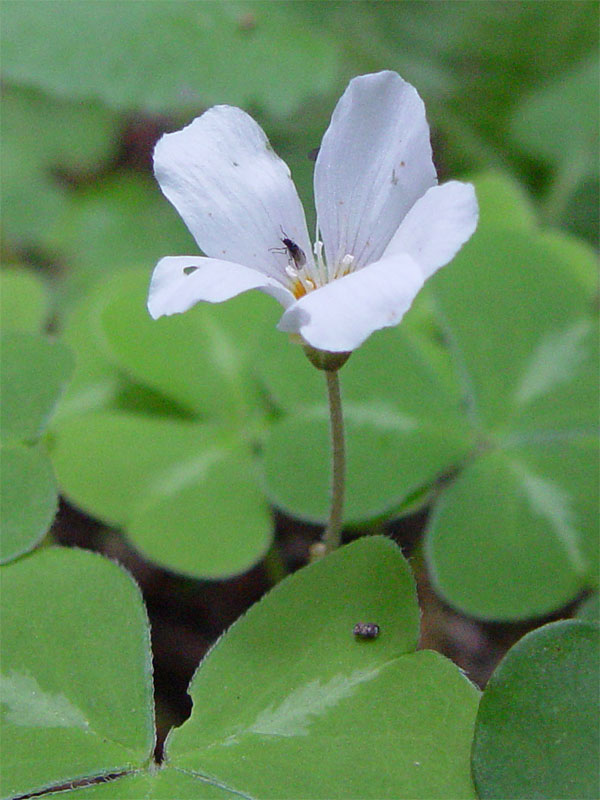
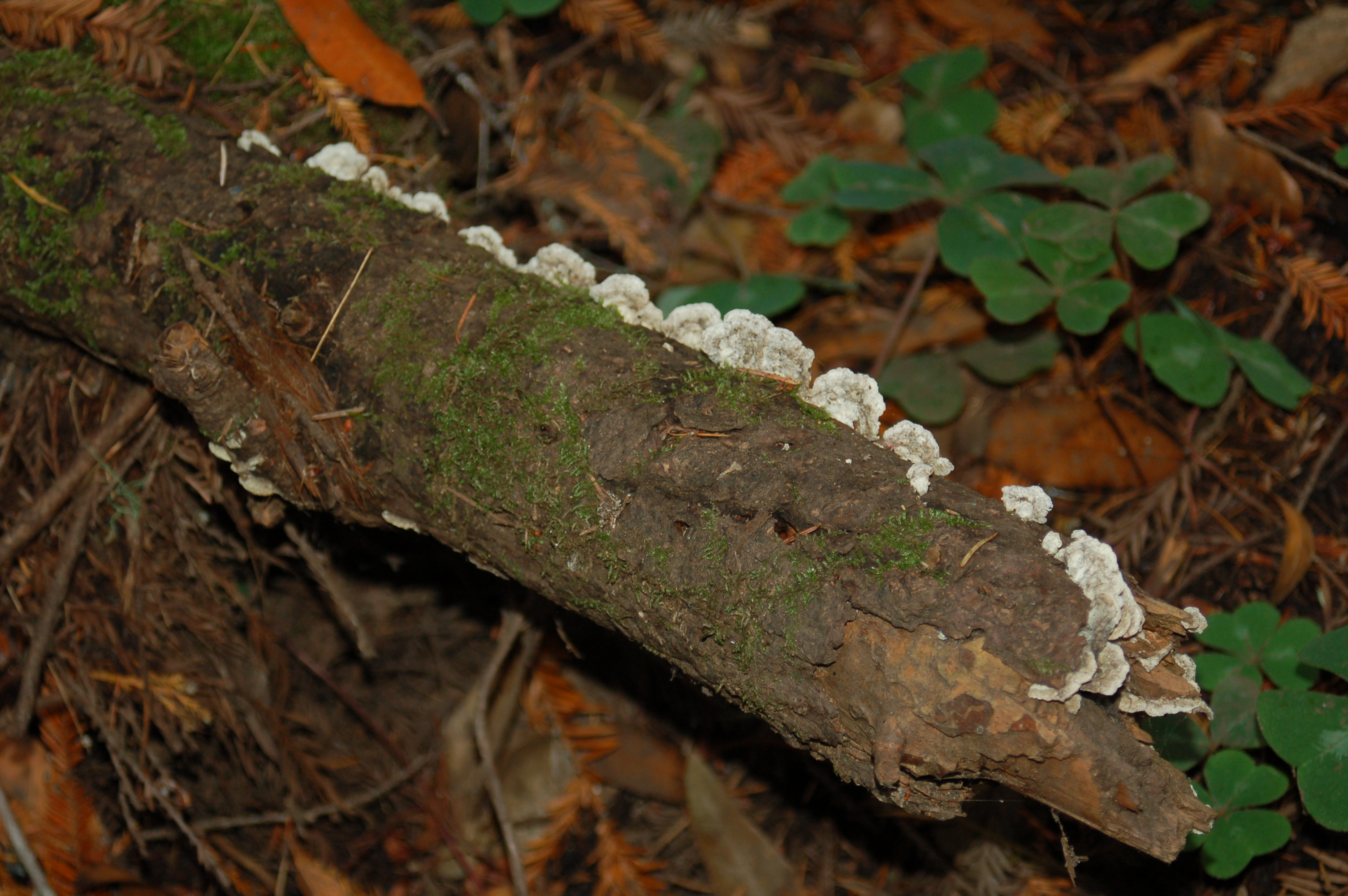
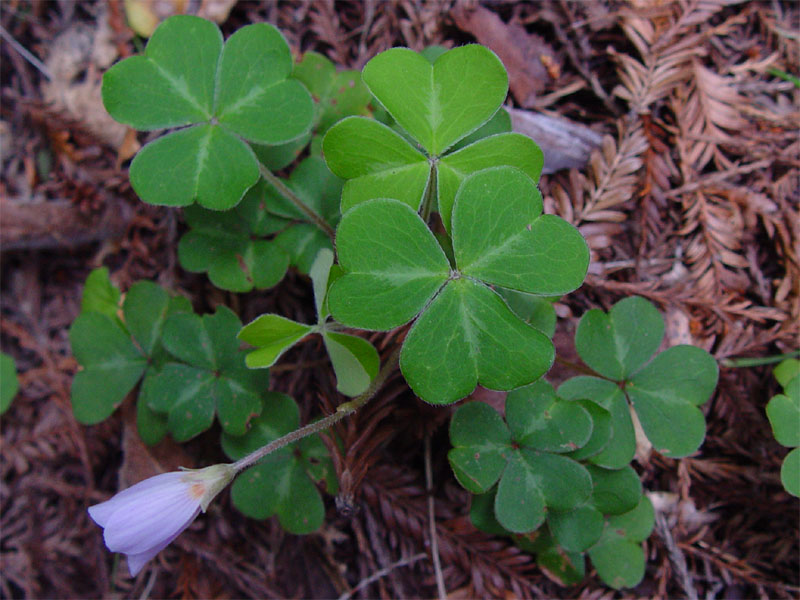